# FC Slavia Karlovy Vary
FC Slavia Karlovy Vary je český fotbalový klub z Karlových Varů, účastník ČFL. V současné podobě byl založen v roce 2001, jeho historie však sahá až do roku 1928.

## Historie
Klub FC Buldoci Karlovy Vary vznikl v roce 2007, když se funkcionáři SK VTJ Slavia a TJ Karlovy Vary-Dvory dohodli na převedení veškerých fotbalových práv na akciovou společnost SK BULDOCI Karlovy Vary-Dvory. V červenci 2007 pak byla společnost přejmenována na FC BULDOCI Karlovy Vary. V roce 2009 byl klub přejmenován na 1. FC Karlovy Vary, čímž došlo k naplnění dohody mezi SK VTJ Slavia a TJ Karlovy Vary-Dvory.

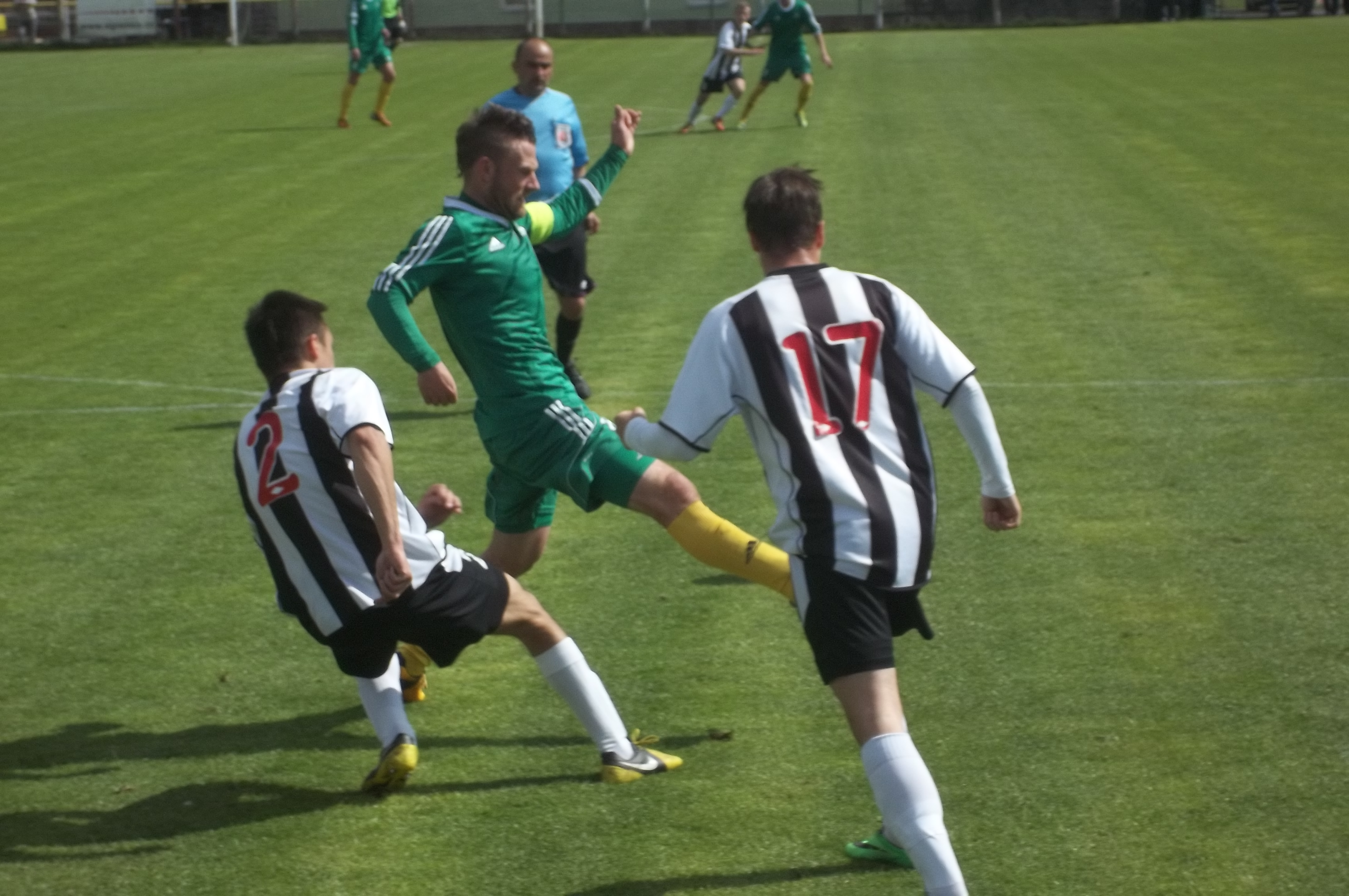
zápas proti Horním Měcholupům

### Historie SK Slavia Karlovy Vary
Nejvýznamnějším karlovarským klubem byla SK Slavia. Založena byla v roce 1928 od roku 1932 pak má klub i vlastní hřiště u horního nádraží. V roce 1938, v důsledku odstoupení Sudet fašistickému Německu, je nucen klub svoji činnost přerušit, a ta je obnovena až po válce v roce 1945. V souvislosti s tím, klub mění své působiště a přechází na hřiště v karlovarské čtvrti Rybáře. Klub působil po celou tuto dobu na úrovni Divize. V roce 1953 je klub donucen změnit své jméno na DSO Dynamo, později TJ Dynamo a poprvé je zařazen do nově vzniklé 2. československé ligy, kde působil s kratšími přestávkami až do roku 1968. V roce 1963 klub naposledy přesídlil do čtvrti Drahovice, kde působí klub dodnes (hrají zde mládežnické týmy). V roce 1965 se klub vrátil k tradičnímu jménu Slavia. Po sestupu v roce 1968 klub už nikdy takové úrovně nedosáhl a působil v divizi po založení 3. ligy pak krátce i v ní ale naposledy v roce 1976. Klesající výkonnost se prohlubovala a klub účinkoval pouze v krajském přeboru či divizi a to až do roku 1995, kdy klub vyhrál krajský přebor a postoupil do divize. Do ní už však nenastoupil, ale pod novým jménem SK VTJ Slavia KV, protože došlo ke sloučení klubu s VTJ, se účastnil 3. ligy. Klub ale hned v dalším ročníku končí předposlední a sestupuje zpět do divize. I přes sloučení s VTJ však klub tíží finanční problémy. V souvislosti s tím byly dokonce zrušeny veškeré mládežnické kategorie. V roce 1998 je na klub vyhlášen konkurz a je vyloučen z divize a sestoupil tak do přeboru, kde působil až do roku 2001, kdy byl sloučen s TJ Karlovy Vary-Dvory.
- 1928 – SK Slavia Karlovy Vary (Sportovní klub Slavia Karlovy Vary)
- 1952 – Sokol Slavia Karlovy Vary (Sokol Slavia Karlovy Vary)
- 1953 – DSO Dynamo Slavia Karlovy Vary (Dobrovolná sportovní organisace Dynamo Slavia Karlovy Vary)
- 1964 – TJ Dynamo Karlovy Vary (Tělovýchovná jednota TJ Dynamo Karlovy Vary)
- 1965 – TJ Slavia Karlovy Vary (Tělovýchovná jednota Slavia Karlovy Vary)
- 1973 – TJ Slavia PS Karlovy Vary (Tělovýchovná jednota Slavia Pozemní stavby Karlovy Vary)
- 1991 – SK Slavia Karlovy Vary (Sportovní klub Slavia Karlovy Vary)
- 1995 – sloučení s VTJ Karlovy Vary do SK VTJ Slavia Karlovy Vary (Sportovní klub Vojenská tělovýchovná jednota Slavia Karlovy Vary)
- 2001 – převedení práv na SK Buldoci Karlovy Vary-Dvory
- 2007 – FC Buldoci Karlovy Vary (Football Club Buldoci Karlovy Vary)
- 2009 – 1. FC Karlovy Vary (1. Football Club Karlovy Vary)
- 2017 – FC Slavia Karlovy Vary (Football Club Slavia Karlovy Vary)[2]

### Historie VTJ Karlovy Vary
V souvislosti s politickými změnami po roce 1948 vznikaly armádní sportovní kluby a v roce 1951, byl takovýto klub založen i v Karlových Varech. Klub dostal jméno Krušnohor později pak tradiční jméno VTJ Dukla. V letech 1953 a 1954 klub vyhrává krajský přebor a neúspěšně bojuje v baráži s městským rivalem TJ Dynamo. V letech 1959 až 1964 klub není činným, a proto musí začínat znovu od nejnižší soutěže. V roce 1965 je ale sloučen s B-týmem TJ Rudá hvězda Ostrov a získal tím I. B třídu. V roce 1967 postupuje do krajského přeboru, v roce 1976 do divize a v roce 1986 dokonce do 3. ligy, kterou hrál až do sloučení v roce 1995. Klub v celé své historii sestoupil do nižší soutěže pouze jednou a to roce 1970, kdy sestoupil z krajského přeboru. V roce 1995 v souvislosti s rušením vojenských klubů po roce 1989 a následným nedostatkem finančních prostředků, byl klub sloučen se svým městským rivalem SK Slavia.
- 1951 – Krušnohor Karlovy Vary (Krušnohor Karlovy Vary)
- 1953 – PDA Karlovy Vary (Posádkový dům armády Karlovy Vary)
- 1965 – VTJ Dukla Karlovy Vary (Vojenská tělovýchovná jednota Dukla Karlovy Vary)
- 1976 – VTJ Karlovy Vary (Vojenská tělovýchovná jednota Karlovy Vary)
- 1995 – sloučení s SK Slavia Karlovy Vary do SK VTJ Slavia Karlovy Vary (Sportovní klub Vojenská tělovýchovná jednota Slavia Karlovy Vary)

### Historie TJ Karlovy Vary-Dvory
Nejméně známým a úspěšným klubem, ze kterého vzešel současný klub, byl TJ Karlovy Vary-Dvory. Byl založen jako SK Dvory za 1. republiky a působil vždy jen v nižších soutěžích a to až do roku 1996, kdy klub postoupil do krajského přeboru a hned následující rok do divize. V roce 1999 pak působil klub v ČFL (třetí nejvyšší soutěž), tu pak hrál až do roku 2001, kdy byla veškerá práva převedena na nový subjekt.
- SK Dvory (Sportovní klub Dvory)
- DSO Baník Dvory (Dobrovolná sportovní organisace Baník Dvory)
- TJ Karlovarské sklo Moser Dvory (Tělovýchovná jednota Karlovarské sklo Moser Dvory)
- 1970 – TJ Karlovy Vary-Dvory (Tělovýchovná jednota Karlovy Vary-Dvory)
- 2001 – převedení práv na SK Buldoci Karlovy Vary-Dvory

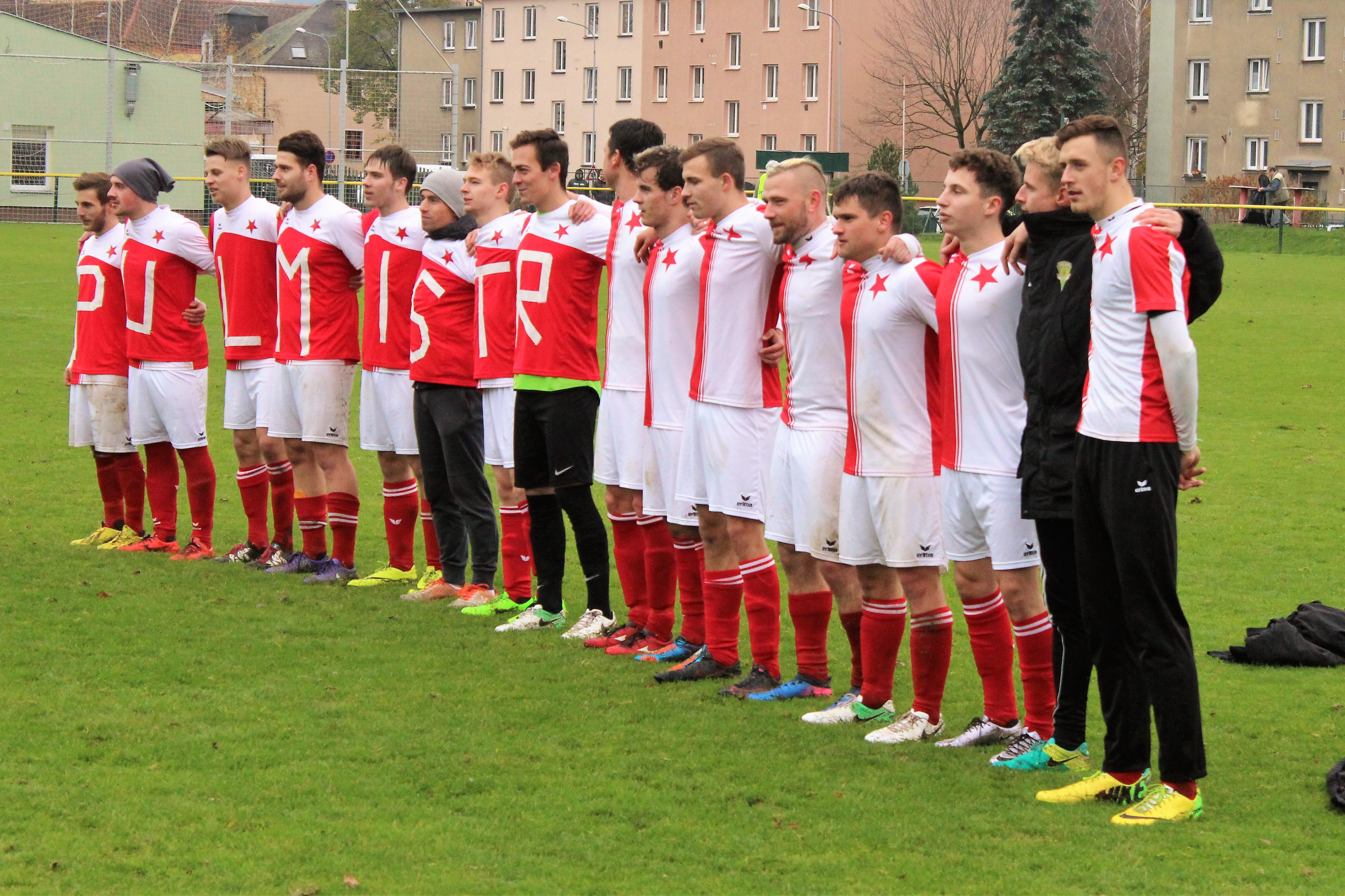

## Účasti v Poháru FAČR
Karlovy Vary se jako každý český tým účastní poháru FAČR, v němž odehrálo několik zápasů s týmy Synot ligy.
Sezóna 2007/08 - Karlovy Vary prohrály v prvním kole s týmem Chomutova 1:1 10:11 na penalty.
Sezóna 2008/09 - Karlovy Vary postoupily z prvního kola přes FK Tachov, ve druhém kole prohrávají s týmem FK Baník Sokolov 1:1 6:7 na penalty.
Sezóna 2009/10 - V prvním kole postoupili díky výhře nad týmem TJ Jiskra Domažlice, ve druhém kole poráží tým FK Tachov 1:1 15:16 na penalty, ve třetím kole Karlovy Vary naráží na Slavii Praha, ve které v té době hráli hráči Vladimír Šmicer a Stanislav Vlček. Karlovy Vary prohrávají až po penaltách 1:1 4:5.
Sezóna 2010/11 - Karlovy Vary prohrály v prvním kole s Baníkem Most 1:3.
Sezóna 2011/12 - V prvním kole vítězí Karlovy Vary 1:2 na hřišti týmu FK Slavoj Žatec, ve druhé kole prohrávají s Viktorií Plzeň 1:4.
Sezóna 2012/13 - Karlovy Vary prohrávají v prvním kole s FK Viktoria Žižkov 0:0 1:3 na penalty.
Sezóna 2013/14 - V první kole Karlovy Vary vítězi na hřišti týmu FK Slavoj Žatec 1:3, ve druhém kole poráží FK Baník Sokolov 3:3 4:3 po penaltách, ve třetím kole prohrávají Karlovy Vary s FC Vysočina Jihlava 0:1 po gólu z penalty.
Sezóna 2014/15 - Karlovy Vary se musí kvůli sestupu do Divize A účastnit předkola, kde vítězí 2:3 nad týmem FK Slavoj Žatec, v prvním kole prohrávají vysoko 0:7 s týmem FK Baník Sokolov.
Sezóna 2014/15 - V prvním kole porazili tým TJ Dynamo ZČE Plzeň 2:4 v druhém kole překvapivě porazili celek Pavla Horvátha, Jiskru Domažlice, 3:1 a opět po roce postoupili do třetího kola, kde ovšem také opět po roce vysoko prohráli tentokrát 2:6 s FC MAS Táborsko.

## Slavní hráči
- Horst Siegl
- Jiří Feureisl
- Ivo Ulich
- Martin Frýdek
- Vladimír Kinder
- Jan Sanytrník
- Jan Velkoborský
- Patrik Gedeon
- Pavel Šulc

## Umístění v jednotlivých sezonách
| Česko (2004 – současnost) |          |        |        |
| Sezóna                    | Liga     | Úroveň | Pozice |
| 2003/04                   | ČFL      | 3.     | 9.     |
| 2004/05                   | ČFL      | 3.     | 5.     |
| 2005/06                   | ČFL      | 3.     | 6.     |
| 2006/07                   | ČFL      | 3.     | 7.     |
| 2007/08                   | ČFL      | 3.     | 5.     |
| 2008/09                   | ČFL      | 3.     | 7.     |
| 2009/10                   | ČFL      | 3.     | 8.     |
| 2010/11                   | ČFL      | 3.     | 10.    |
| 2011/12                   | ČFL      | 3.     | 12.    |
| 2012/13                   | ČFL      | 3.     | 12.    |
| 2013/14                   | ČFL      | 3.     | 16.    |
| 2014/15                   | Divize A | 4.     | 4.     |
| 2015/16                   | Divize A | 4.     | 3.     |
| 2016/17                   | Divize A | 4.     | 4.     |
| 2017/18                   | Divize A | 4.     | 1.     |
| 2018/19                   | ČFL      | 3.     | 15.    |
| 2019/20                   | ČFL      | 3.     | 12.    |
| 2020/21                   | ČFL      | 3.     | 9.     |
| 2021/22                   | ČFL      | 3.     | 9.     |
| 2022/23                   | ČFL      | 3.     | 13.    |
| 2023/24                   | ČFL      | 3.     | 15.    |
| 2024/25                   | Divize B | 4.     | 6.     |